# سسک برگی فیلیپینی
سسک برگی فیلیپینی (نام علمی: Phylloscopus olivaceus) نام یک گونه از تیره سسک‌های برگی است.